# Rondella di San Giorgio
La rondella di San Giorgio è un baluardo situato lungo le mura magistrali di Verona, sulla sinistra d'Adige, il cui progetto originario si deve a Teodoro Trivulzio, Giano Fregoso e Bernardino da Treviso, anche se la fortificazione fu ampiamente rimaneggiata nel corso dell'Ottocento.

## Storia e descrizione
Preesistente alla rondella era la cinta muraria scaligera, commissionata da Cangrande della Scala e realizzata tra 1321 e 1324 su progetto del maestro Calzaro, insieme alla prima porta San Giorgio e all'annessa Rocchetta. Tra 1522 e 1525 venne poi edificato il baluardo e le cortine connesse su progetto di Teodoro Trivulzio, Giano Fregoso e Bernardino da Treviso, nell'ambito del rafforzamento da parte della Repubblica di Venezia delle fortificazioni di Verona, che aveva l'obiettivo di renderle più adatte all'introduzione della polvere da sparo. Nel 1808 vi furono estese demolizioni da parte dei soldati napoleonici per il recupero di materiale, episodio che obbligò ad una pesante ristrutturazione della rondella da parte del Genio Militare austriaco nel 1840.

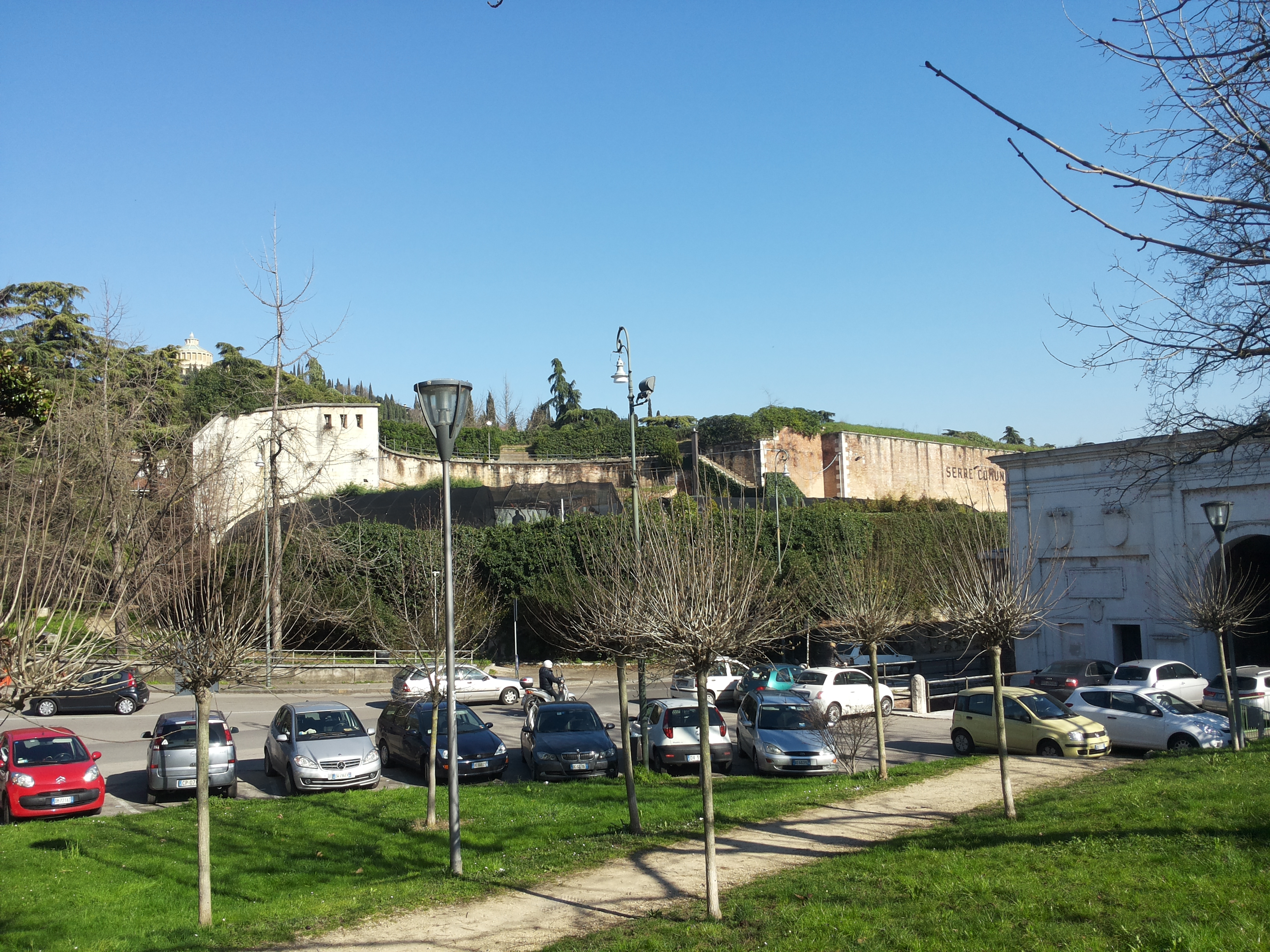
La rondella di san Giorgio che oggi ospita le serre comunali. A destra la porta di San Giorgio

Si tratta di un'opera a tracciato circolare (detta rondella) di muratura e terra, con postazione di artiglieria in casamatta (verso la cortina delle Boccare) e ordinamento per fucilieri, sia dietro il parapetto basso di terra (verso l'Adige) che dietro il parapetto alto di muratura (verso il colle di San Leonardo). Il muro perimetrale, a tracciato circolare, originariamente con paramento laterizio, si elevava in pendenza sino all'altezza della cordonatura di pietra, dopodiché si innalzava in verticale e si conclude con il parapetto.
Con il restauro absburgico il rivestimento è stato ricostruito con un paramento di pietra a opus poligonale, inoltre un settore del coronamento cilindrico superiore, verso l'Adige, è stato demolito sino alla cordonatura per disporvi il parapetto basso di terra, con le postazioni per fucileria. All'esterno del fianco destro, verso le Boccare, sono state aggiunte due casematte d'artiglieria, per battere il fossato lungo la cortina. Oltre il fossato magistrale, nel profilo di controscarpa, è inserita una galleria continua, aggirante, conclusa da una casamatta per artiglieria nel punto in cui inizia il fosso della cortina.